# Crypsotidia maculifera
Crypsotidia maculifera är en fjärilsart som beskrevs av Otto Staudinger 1897. Crypsotidia maculifera ingår i släktet Crypsotidia och familjen nattflyn. Inga underarter finns listade i Catalogue of Life.